# اشچینیتزا، وئیودشیپ پودکارپاکیه
اشچینیتزا، وئیودشیپ پودکارپاکیه (به لاتین: Trzcinica, Podkarpackie Voivodeship) یک منطقهٔ مسکونی در لهستان است که در Gmina Jasło واقع شده‌است.